# Neophylax fuscus
Neophylax fuscus är en nattsländeart som beskrevs av Banks 1903. Neophylax fuscus ingår i släktet Neophylax och familjen Uenoidae. Inga underarter finns listade i Catalogue of Life.